# Max Zeidelhack
Johann Martin Zeidelhack, genannt Max Zeidelhack, (* 18. Oktober 1891 in Bayreuth; † 1955 Donauwörth) war ein deutscher Manager in der Rüstungsindustrie. Er war während der Zeit des Nationalsozialismus als Ministerialdirigent Leiter der Betriebswirtschaftlichen Abteilung des Heereswaffenamtes (Amtsgruppe „Industrielle Rüstung“) und einer der wesentlichen Mitgestalter des Montan-Schemas.

## Biografie
Max Zeidelhack studierte nach dem Abitur Deutsch, Wirtschaftsgeschichte, Französisch, Englisch und Politische Wissenschaften an der Ludwig-Maximilians-Universität München. Während des Ersten Weltkriegs war Zeidelhack zunächst Artillerist, die letzten beiden Kriegsjahre diente er als Pilot bei der Luftwaffe. Damals lernte er auch General Emil Leeb kennen, den späteren Leiter des Heereswaffenamts. 1922 promovierte er im Fach Politische Wissenschaften.
Am 9. November 1923 beteiligte sich Zeidelhack an Hitlers Putschversuch in München.
Zeidelhack war Rechnungsprüfer bei der Maxhütte und wechselte 1934 in das Heereswaffenamt (HWA). Die Montan GmbH, eine Mantelgesellschaft ohne operatives Geschäft, befand sich seit 1922 im Besitz der Maxhütte. Die Maxhütte gab 95 % des Stammkapitals von 4.800 Reichsmark an die Geräte- und Apparate-Handelsgesellschaft mbH (Gerap) ab, welche vom HWA kontrolliert wurde und die Anteile für das HWA treuhänderisch hielt.
Zeidelhack war verdeckter Agent beim Montan-Schema, beteiligt bei der „Arisierung“ der Werkzeug- und Maschinenfabrik Donauwörth und Mitinhaber der Deutsche Faserstoff-Gesellschaft mbH.

### Montan-Schema
Beim Montan-Schema traten Strohmänner als Geschäftsführer für Fassadenfirmen des Heereswaffenamts auf. Einer dieser Strohmänner war Max Zeidelhack. Die Geheimhaltung war strikt. Wer damals über die illegale Rüstung berichtete, wurde hart bestraft. Carl von Ossietzky bekam für einen sorgfältig recherchierten Artikel über die Aufrüstung der Luftwaffe Windiges aus der Luftfahrt in seiner Weltbühne 18 Monate Haft.
Zeidelhack erklärte seine Vorstellung des Verlagswesens so:

„Die Auswahl fiel auf solche Betriebe, die... hinsichtlich des wenigen Ausschusses, hinsichtlich der ganzen Organisation der Mutterfirma usw. auf dem Stand dessen stand, was man von einem solchen Betrieb erwartet hatte.“

Erhalten ist die Niederschrift von Verhandlungen zur „Arisierung“ des Eigentums der Familie Simson im Jahr 1935, an der Zeidelhack mitwirkte.

### „Arisierung“ der Werkzeug- und Maschinenfabrik Donauwörth
Ab den 1920er Jahren wurden in der Werkzeug- und Maschinenfabrik Donauwörth Pufferhülsen für die Deutsche Reichsbahn und als Autozylinder bezeichnete Granaten, Geschützwagen, Geschützrohringe und Ersatzteile für die Reichswehr gefertigt. Die Artilleriegranatenhülsen wurden gesondert von einem auf 100 Personen beschränkten Mitarbeiterkreis auf Gut Loeffellads befüllt und endgefertigt und zur Abnahme durch die Reichswehr mit der Bahn nach Ingolstadt gebracht. Emil Loeffellad (1879–1945) ging auf Angebote, seine Anteile an der Werkzeug- und Maschinenfabrik Donauwörth zu verkaufen, nicht ein. Daraufhin wurde Loeffellad am 6. Mai 1934 von der Geheimen Staatspolizei verhaftet, ihm wurde Wirtschaftsspionage vorgeworfen und er wurde zum Staatsschädling erklärt. Am 16. Mai 1934 wurde Loeffellad in Berlin einem Notar vorgeführt und gezwungen, das Fabrikgrundstück in Donauwörth mit allen Einrichtungen und Vorräten für 650.000 Reichsmark an die durch Zeidelhack vertretene Montan GmbH zu verkaufen. Ein paar Tage nach diesem Verkauf wurde von Loefellad die Hälfte des Kaufpreises als Rückvergütung für eine vorgeblich unzulässige Verwendung eines Teils der in den 1920er Jahren vom Reichswehrministerium zur Verfügung gestellten Mittel eingetrieben.

### Faserstoff
Am 8. Juli 1911 wurde auf dem Gelände der Köhlerei der Georg Schleber AG in Fürstenberg/Havel die „Deutsche Faserstoff Gesellschaft mbH“ aus Berlin-Wilmersdorf errichtet. Die Faserstoff war im Eigentum des Waffen- und Munitionsbeschaffungsamts. Von 1911 bis 1929 wurde nach heimischen Ersatzstoffen für importierte Pflanzenfasern wie Chinagras geforscht und Glühstrümpfe produziert. Ab 1928 wurden auf dem Gelände der Faserstoff Werkzeugmaschinen der Gewehr- und Maschinengewehrproduktion gelagert. Für Rechtsgeschäfte wurden 1929 der Berliner Rechtsanwalt Julius Hepner als Eigentümer und Herbert Neumerkel (* 4. Oktober 1889 Crimmitschau, wohnhaft Zehdenicker Straße 32) als Fabrikdirektor in das Grundbuch eingetragen. Bis Ende 1934 war ein Betrieb zur Produktion von Geschosshülsen errichtet worden. Produziert wurden im Dreischichtbetrieb 12.000 bis 13.000 Hülsen für die Kaliber 7,5; 8,8; oder 10,5 cm täglich. Ende Januar 1935 war der Erste Auftrag von 30.000 Pressstahlzylinder H (10,5 cm) Stückpreis 17,61 Reichsmark erfüllt. Bei einem Notartermin am 1. April 1935 wurde Zeidelhack als Eigentümer und Carl Harlinghausen aus Fürstenberg als Geschäftsführer der Faserstoff ins Grundbuch eingetragen. Nach Hopmann (S. 28) erging es dabei Wolf G. Schleber ähnlich wie Emil Loeffellad.
Das KZ Ravensbrück wurde teilweise auf dem Gelände der Faserstoff errichtet und bekam eine Gleisverbindung zur Faserstoff. In der Geschosshülsenproduktion wurden Häftlinge aus dem KZ Ravensbrück und weitere, in den Statistiken als Ostarbeiter bezeichnete Menschen zur Zwangsarbeit herangezogen. Im Mai 1943 wurden mit Zeidelhack Verhandlungen über Grundabtretungen der Faserstoff an die SS für das Jugendkonzentrationslager Ravensbrück geführt. 1944 wurde das Eigentum der Faserstoff vom Reichswaffenamt an das Reichsministerium für Bewaffnung und Munition übertragen.

„Die IG-Farben und die Dynamit AG traten in einer Reihe von Fällen an das Heereswaffenamt heran in der Absicht, dieses von der Notwendigkeit von Bauvorhaben zu überzeugen (...). Der ungewöhnlich starke Anteil der IG-Farben und der Dynamit AG an den Bauvorhaben des OKH beruht im wesentlichen darauf, dass diese Firmen eine besonders ausgeprägte Initiative in der Ausfindigmachung von Bauplätzen und der Aufstellung spezifischer Planungen entfalten. Ohne die intensive Mitwirkung der IG-Farben, einschließlich der Dynamit AG und ihrer Erfahrung und ihrer Initiative, wäre die Durchführung der chemischen Vorhaben des Heeres unmöglich gewesen.“

Am 16. September 1946 wurde die Waggon- und Maschinenbau GmbH Donauwörth (WMD) gegründet, die 1969 in der Messerschmitt-Bölkow-Blohm aufging und heute innerhalb der Eurocopter Group Teil der EADS ist. Zeidelhack starb 1955 als Aufsichtsratsvorsitzender der Waggon- und Maschinenbau GmbH Donauwörth.